# Lord-lieutenant de Galway
Ceci est une liste de personnes qui ont servi comme lord-lieutenant de Galway. L'office a été créé le 23 août 1831. Les nominations au poste se sont terminées par la création de l'État libre d'Irlande en 1922.
- Ulick de Burgh, 1er marquis de Clanricarde 7 octobre 1831 – 10 avril 1874
- Robert Dillon, 3e baron Clonbrock 28 mai 1874 – juin 1892
- Luke Dillon, 4e baron Clonbrock 13 juin 1892 – 12 mai 1917
- Martin Morris, 2e baron Killanin 17 avril 1918 – 1922